# Médeia
Médeia (gruzínsky: მედეა, Medea; řecky: Μήδεια, Mēdeia; latinsky: Medea) – mladší dcera kolchidského krále Aiéta a jeho manželky Eídyie – je považována za jednu z nejmocnějších kouzelnic řeckých mýtů.

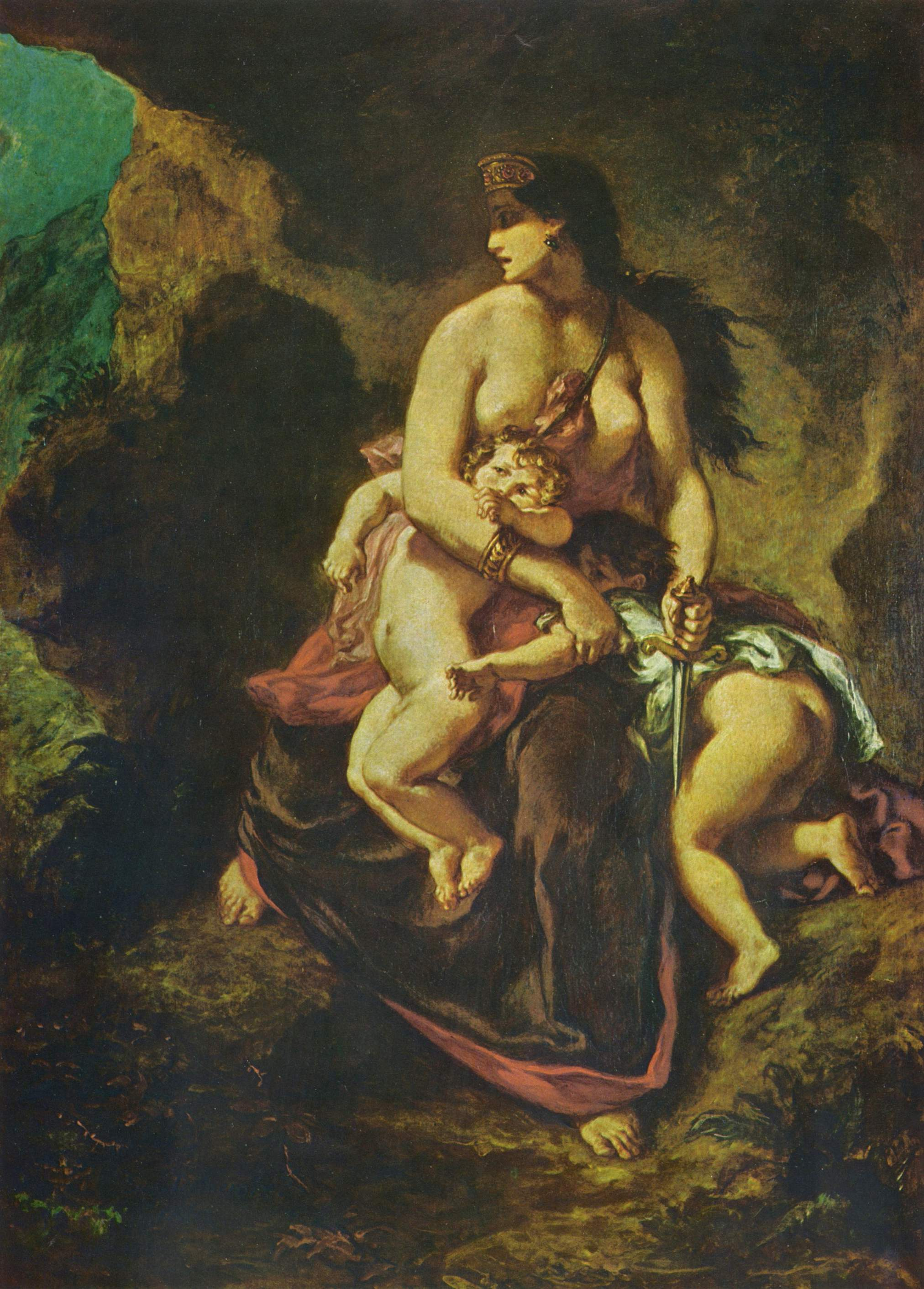
Medeia se chystá zabít své syny. Obraz Eugena Delacroixe

Médeia významně vstoupila do řeckých mýtů poté, kdy velká obtížná výprava Argonautů přistála na březích Kolchidy, aby se pod vedením Iásóna zmocnila zlatého rouna.

## Médeiin příběh
Byla bohy nadána uměním kouzlit a bohové také byli strůjci jejího osudu. Bohyně Héra a Athéna s pomocí boha lásky Eróta způsobily, že se Médeia na první pohled zamilovala do Iásona tak, že by pro něho cokoliv udělala i obětovala.
Iásón požádal krále Aiéta, aby mu vydal zlaté rouno, byl ochoten pro ně podstoupit vše. Aiétés však se obával, že ho Iásón přišel podle dávného proroctví svrhnout z trůnu a vládnout sám. Uložil Iásonovi nesplnitelný úkol: musí zorat pole boha války železným pluhem taženým ohnivými býky, pak je osít dračími zuby z tlamy posvátného hada, vyčkat, až z těchto zubů vyrostou ozbrojení bojovníci, a ty potom pobít. Médeia přišla na pomoc se svými kouzly, dala Iásonovi kouzelný olej z byliny nazývané Prométheův kořen, který ho učinil nesmrtelným a na jeden den mu dával nepřemožitelnou sílu. Iásón slíbil Médeii, že ji vezme s sebou do Řecka jako svou manželku. V boji poté postupoval přesně podle Médeiiných rad a zvítězil.
Král Aiétés byl zaskočen, vymýšlel další úkoly a lsti. Pojal podezření, že někdo Iásonovi pomohl a napadla ho i dcera Médeia. Ta už věděla, že není bezpečné čekat, pomohla Iásonovi vzít zlaté rouno z posvátného stromu tak, že omámila draka. Uprchli na loď Argó a rychle odpluli i se všemi muži. Král Aiétés se však nevzdával pomsty a vyslal vojsko v čele s nevlastním bratrem Médeiiným Apsyrtem stíhat uprchlíky. Po dlouhé plavbě je Apsyrtos dostihl v ústí řeky Istros – Dunaj. Došlo ke střetu, ale obrat přinesla Médeiina lest. Úskokem pozvala Apsyrta na tajnou schůzku a Iásón připravený v úkrytu jej zabil mečem, jeho tělo rozsekal. Brzy nato skončila bitva vítězstvím Argonautů.
Za tento úskok a vraždu je však bohové potrestali dlouhou a strastiplnou cestou k domovu. Propluli mnoha řekami, také Skyllou a Charybdou, byli i na ostrově kouzelnice Kirké. Ta Iásona i Médeiu očistila od viny za vraždu Apsyrta. Na ostrově Fajáků je dostihlo poselstvo krále Aiéta, které žádalo naposledy o vydání Médeie. Aby tomu Iásón zabránil, vzal si ji za manželku a vydali se na cestu do jeho rodného Iólku v Thessalii.
Vladařem v Iólku byl Peliás, jemu měl Iásón odevzdat zlaté rouno a získat zpět vládu pro sebe. Ale Peliás se moci nehodlal vzdát. Znovu Iásón prosil Médeiu o pomoc a ta opět vyhověla. Nejprve omladila Iásonova otce Aisóna tak, že mu vypustila ze žil krev a nahradila ji kouzelnou šťávou. Když o totéž pro svého otce požádaly Peliovy dcery, Médeia kývla, poručila jim, aby otci otevřely žíly, ale dál pro něj nic neudělala a Peliás zemřel. Jeho syn Akastos následně Iásona s Médeiou z Iólku vyhnal.
Útočiště nalezli u korinthského krále Kreonta. Žili celkem spokojeně, Médeia porodila dva syny, ale Iásón stále toužil po moci. Obrátil svůj zájem na Kreontovu dceru Glauku. Glauce se Iásón také líbil a Kreón byl ochoten přijmout jej jako svého zetě a předat mu vládnutí. Když to Iásón oznámil Médeii jako úmysl zaopatřit jejich syny, nepřijala to a její velká láska k němu se změnila ve velkou nenávist. Rozhodla se pro krutou pomstu: nejdříve jedem zahubila Glauku, s ní i Kreonta. Iásona potrestala vraždou obou jejich synů Mermera a Feréta. Poté se vydala pod ochranu athénského krále Aigea, ten ji však za další pokus zabít Thésea také vyhnal. Médeia pak zmizela kdesi na východě, údajně v zemi za Tigridem, která po ní dostala jméno Médie.

## Obraz v umění (výběr)

### Dramata
- Eurípidés: Peliovny (z r. 455 př. n. l.)
- Eurípidés: Médeia (z r. 431 př. n. l.) – Eurípidés vylíčil Médeiu jako vášnivě milující a oklamanou ženu
- Publius Ovidius Naso: Médea – tragédie, dostalo se jí velké pochvaly antickou kritikou, toto dílo se nedochovalo
- Lucius Annaeus Seneca: Médea; soudobý kritik k tomu poznamenal, že „tato Medea již četla Médeiu Eurípidovu“.
- Robinson Jeffers: Medea drama z roku 1946, vznikla přebásněním antické předlohy.
- Hosidius Geta: Médeia – centonární drama sestavené z Vergiliových veršů

### Výtvarné umění
- Eugène Delacroix: Medea, 1862
- Anselm Feuerbach: Odjezd Médeie z Kolchidy, 1870

### Hudba
- Jiří Antonín Benda: Medea, melodram, premiéra v roce 1775.
- Marc-Antoine Charpentier: Médée, opera, premiéra v roce 1693.
- Luigi Cherubini: Médée, opera, premiéra v roce 1797.
- Pascal Dusapin: Medeamaterial, opera, premiéra v roce 1991.
- Giovanni Simone Mayr: Medea in Corinto, opera, premiéra v roce 1813.
- Giovanni Pacini: Medea, opera, premiéra v roce 1843.
- Aribert Reimann: Medea, opera, premiéra v roce 2010